# Charlie Rugg
Charles Nosike "Charlie" Rugg (Boston, 2 oktober 1990) is een Amerikaans voetballer die bij voorkeur als spits speelt. In 2015 werd hij door Los Angeles Galaxy verhuurd aan Indy Eleven.

## Clubcarrière
Rugg werd door Los Angeles Galaxy in de MLS SuperDraft 2013 als negentiende geselecteerd. Hij maakte zijn debuut op 27 april 2013, tegen Real Salt Lake. In diezelfde wedstrijd maakte hij zijn eerste doelpunt. Op 22 maart 2014 werd Rugg verhuurd aan Los Angeles Galaxy II uit de USL Pro. Hij maakte zijn debuut op 23 maart 2014 tegen de Orange County Blues en maakte in die wedstrijd ook direct het eerste doelpunt, wat tevens het eerste doelpunt was in de geschiedenis van LA Galaxy II.